# Larche (Corrèze)
Larche – miejscowość i gmina we Francji, w regionie Nowa Akwitania, w departamencie Corrèze.
Według danych na rok 1990 gminę zamieszkiwały 1322 osoby, a gęstość zaludnienia wynosiła 230 osób/km² (wśród 747 gmin Limousin Larche plasuje się na 89. miejscu pod względem liczby ludności, natomiast pod względem powierzchni na miejscu 639.).

## Galeria

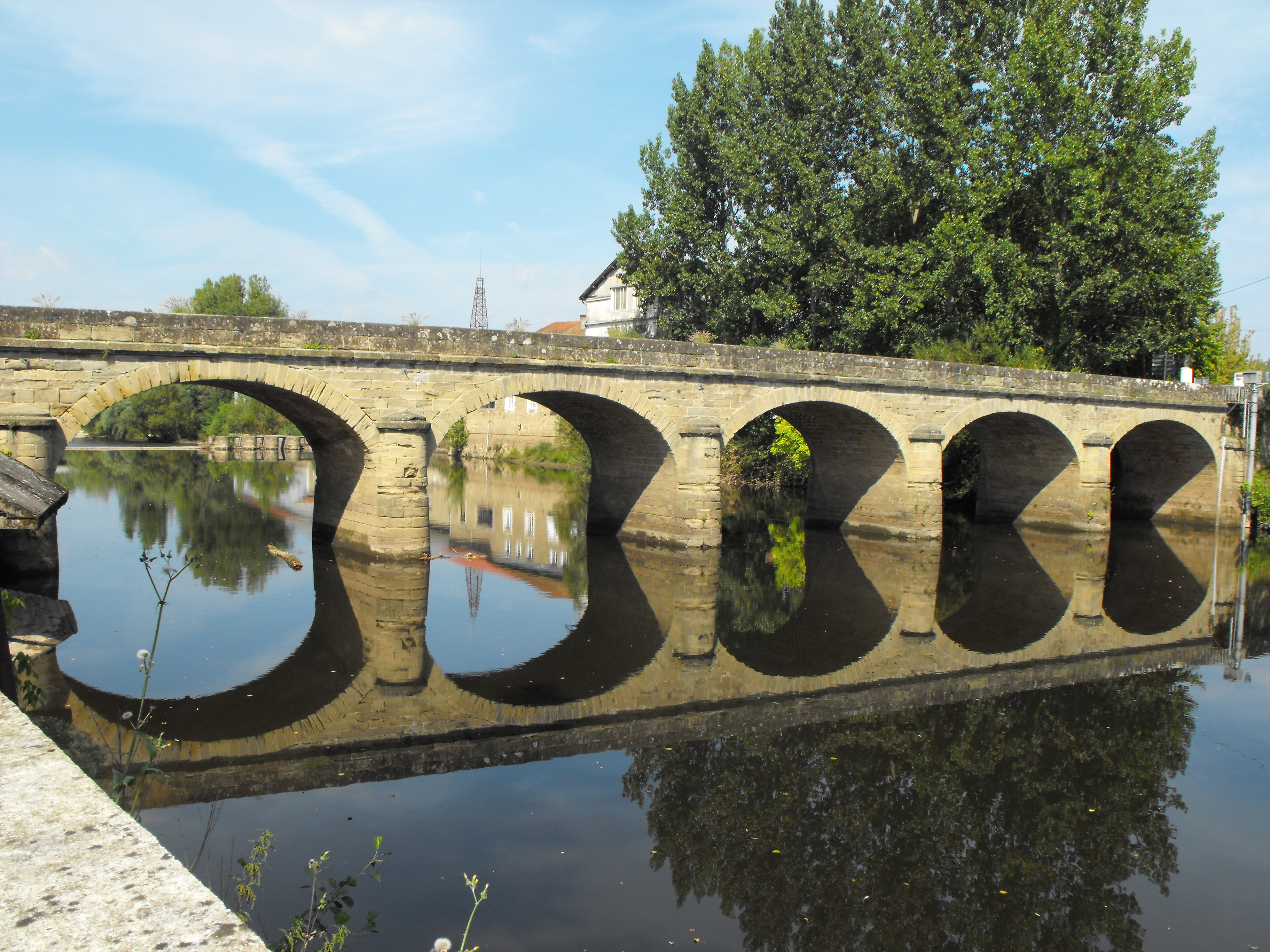
Most w Larche, 2010
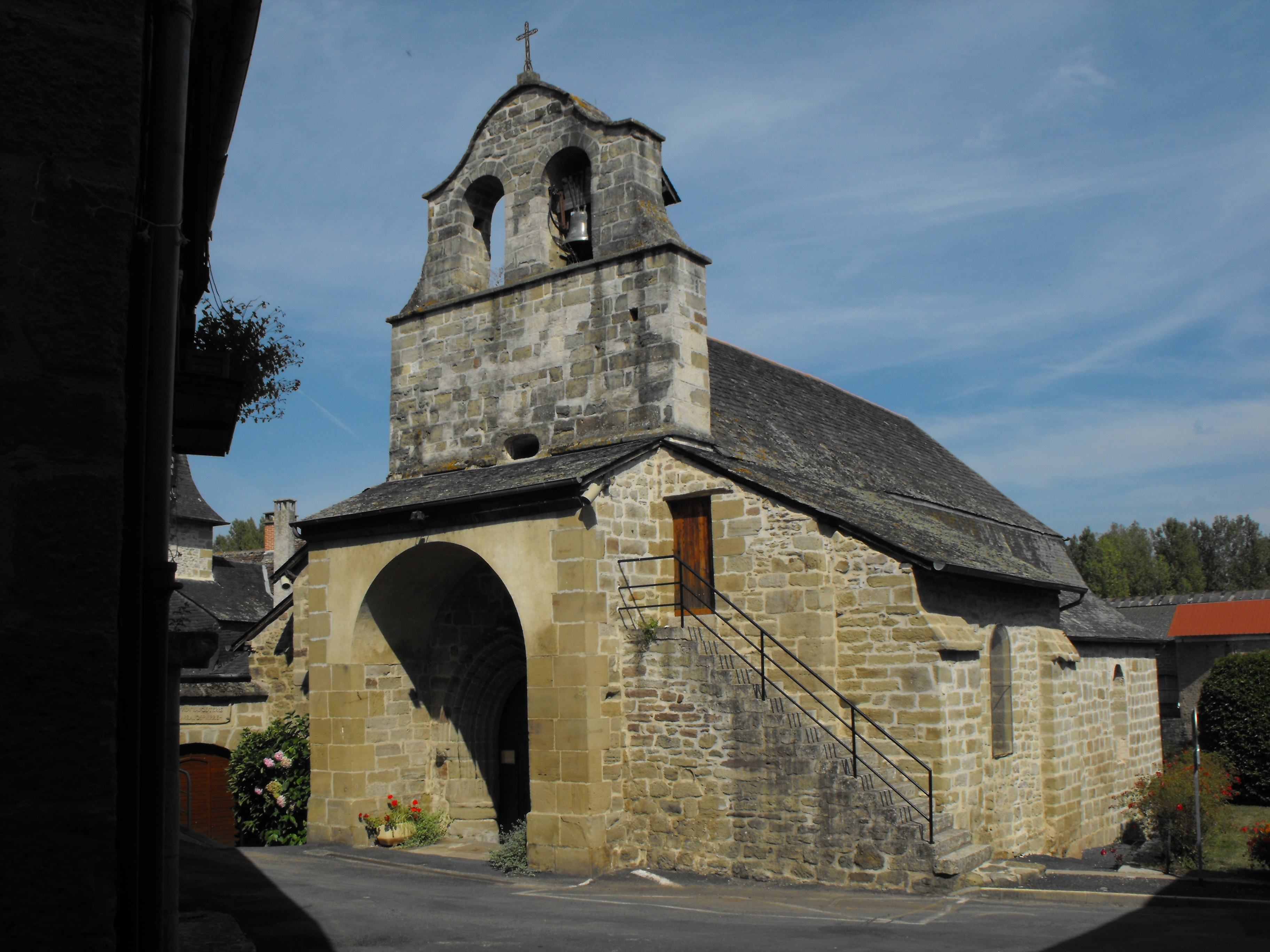
Kościół w Larche, 2010
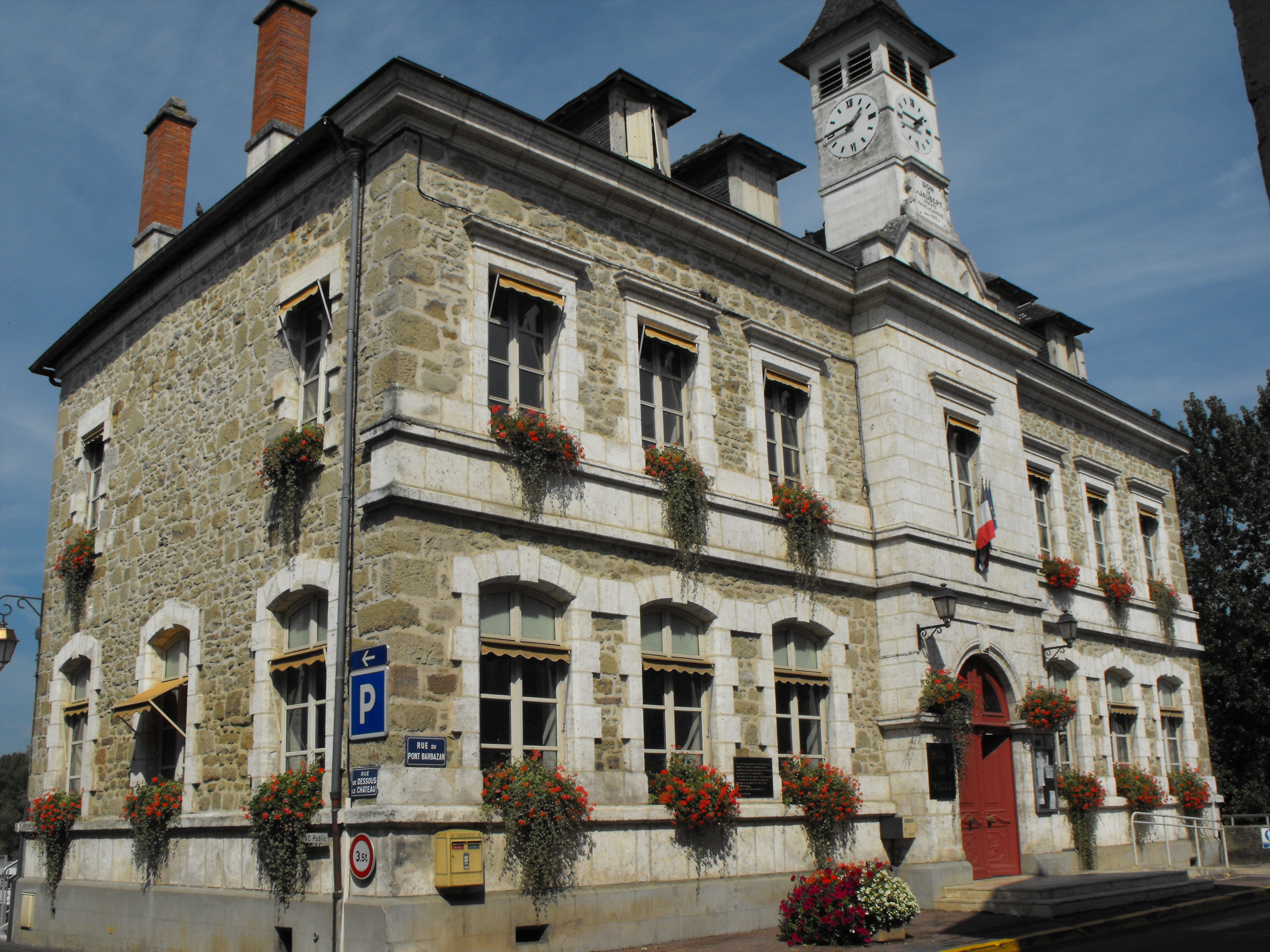
Ratusz w Larche, 2010